# Per G. Jonson
Per Gunnar Jonson, norveški smučarski skakalec, direktor fotografije, * 11. april 1910, † 16. oktober 1975.
Per G. Jonson je leta 1934 na mednarodnem tekmovanju na Bloudkovi velikanki v Planici postavil dva rekorda te skakalnice. Prvi je meril 78 metrov, drugi pa je bil dosežen pri 89 metrih, daljavi svetovnega rekorda. A le ta ni bil priznan kot svetovni rekord pač pa le rekord skakalnice saj je to daljavo menda dosegel na neuradnem treningu, oziroma po konca tekmovanja.
Bil je med najboljšimi skakalci svojega časa, treniral pa je skupaj s takšnimi asi kot sta Birger Ruud in njegov brat. Leta 1933 je v ZakopanZakopanah treniral Poljsko skakalno reprezentanco. 
Posnel je kratek film o smučanju v Karpatih, kar je tako navdušilo slovito nemško režiserko Leni Riefenstahl, da ga je najela kot asistenta režije pri snemanju Zimskih olimpijskih iger leta 1936. Večinoma je delal kot direktor fografije posnel celo vrsto filmov in kar nekaj najpombnejših v norveški filmski zgodovini. Nekajkrat je delal tudi kot producent in režiser. Proti koncu svojega delovanja je izgubil veliko svojega denarja, ki ga je vložil v lastno filmsko produkcijo.

## Film
| - (1968) Planica, jučer, danas, sutra (kratek jugoslovanski film) - (1964) Marenco - (1961) Vår i Skandinavia (kratka reklama) - (1959) Ugler i mosen (producent) - (1959) Hete septemberdager (producent) - (1958) På slaget åtte - (1958) I slik en natt - (1958) Selv om de er små - (1957) Smuglere i smoking - (1957) Peter van Heeren - (1956) Roser til Monica - (1956) Kvinnens plass - (1956) Hjem går vi ikke - (1954) Savnet siden mandag - (1954) Shetlandsgjengen - (1954) Selkvinnen - (1954) Heksenetter - (1952) Nødlanding - (1952) Trine | - (1951) Kranes konditori - (1951) Skadeskutt - (1951) Flukten fra Dakar - (1950) Oslo 24 timer av byens liv - (1950) Marianne på sykehus (kratki film) - (1949) Svendsen går videre - (1948) Trollfossen - (1947) 5 år - som vi så dem - (1947) Sankt Hans fest - (1946) Englandsfarere - (1941) Gullfjellet - (1941) Kjærlighet og vennskap - (1940) Tante Pose - (1940) Mannen som alla ville mörda - (1940) Bastard - (1940) Vildmarkens - (1939) Gjest Baardsen - (1939) Valfångare - (1939) De vergeløse |